# Hospital de San Lázaro (Madrid)
El Hospital de San Lázaro fue una institución sanitaria ubicada en Madrid. Cruzando la puerta de la Vega hacia el puente de Segovia junto al campo del Moro. Era un hospital de enfermos pobres, especialmente de niños donde se les curaba de la sarna y la tiña. Era costumbre de la población madrileña que el Viernes de Cuaresma visitara las instalaciones sanitarias ganando de esta forma indulgencias. Desapareció como hospital en el año 1587 con la reunificación de hospitales impuesta por Felipe II. Sus enfermos se fundieron con los existentes en el Hospital de San Juan de Dios en la plazuela de Antón Martín. Su origen se remonta a la época de conquista musulmana, y al igual que el San Ginés era uno de los más antiguos de Madrid. Se desconoce el fundador. 